# Atelopus epikeisthos
Atelopus epikeisthos is een kikker uit de familie padden (Bufonidae) en het geslacht klompvoetkikkers (Atelopus). De soort werd voor het eerst wetenschappelijk beschreven door Stefan Lötters, Rainer Schulte en William Edward Duellman in 2005. Omdat de soort pas sinds recentelijk is beschreven wordt de kikker in veel literatuur nog niet vermeld.
Atelopus epikeisthos leeft in delen van Zuid-Amerika en komt endemisch voor in Peru. De soort komt in een relatief klein gebied voor en is hierdoor kwetsbaar. Door de internationale natuurbeschermingsorganisatie IUCN wordt de soort beschouwd als 'kritiek'.
Atelopus epikeisthos is slechts bekend van een enkel exemplaar, het zogenaamde holotype, dat in 1989 werd gevangen. Toen onderzoekers die het holotype beschreven de vangstlocatie in 2002 onderzochten werd de kikker niet meer teruggevonden.